# EMCN
EMCN (англ. Endomucin) – білок, який кодується однойменним геном, розташованим у людей на короткому плечі 4-ї хромосоми.  Довжина поліпептидного ланцюга білка становить 261 амінокислот, а молекулярна маса — 27 452.
| 10         |  | 20         |  | 30         |  | 40         |  | 50         |
| ---------- |  | ---------- |  | ---------- |  | ---------- |  | ---------- |
| MELLQVTILF |  | LLPSICSSNS |  | TGVLEAANNS |  | LVVTTTKPSI |  | TTPNTESLQK |
| NVVTPTTGTT |  | PKGTITNELL |  | KMSLMSTATF |  | LTSKDEGLKA |  | TTTDVRKNDS |
| IISNVTVTSV |  | TLPNAVSTLQ |  | SSKPKTETQS |  | SIKTTEIPGS |  | VLQPDASPSK |
| TGTLTSIPVT |  | IPENTSQSQV |  | IGTEGGKNAS |  | TSATSRSYSS |  | IILPVVIALI |
| VITLSVFVLV |  | GLYRMCWKAD |  | PGTPENGNDQ |  | PQSDKESVKL |  | LTVKTISHES |
| GEHSAQGKTK |  | N          |  |            |  |            |  |            |

A: Аланін

C: Цистеїн

D: Аспарагінова кислота

E: Глутамінова кислота

F: Фенілаланін

G: Гліцин

H: Гістидин

I: Ізолейцин

K: Лізин

L: Лейцин

M: Метіонін

N: Аспарагін

P: Пролін

Q: Глутамін

R: Аргінін

S: Серин

T: Треонін

V: Валін

W: Триптофан

Кодований геном білок за функцією належить до фосфопротеїнів. 
Задіяний у такому біологічному процесі як альтернативний сплайсинг. 
Локалізований у клітинній мембрані, мембрані.
Також секретований назовні.